# Psapharochrus leucodryas
Psapharochrus leucodryas är en skalbaggsart som först beskrevs av Bates 1880.  Psapharochrus leucodryas ingår i släktet Psapharochrus och familjen långhorningar. Inga underarter finns listade i Catalogue of Life.